# Wurttemberg Bay
Die Wurttemberg Bay (in der deutschen Kolonialzeit Württembergbucht genannt) ist eine Bucht an der Südküste des Huongolfs im Süden der Provinz Morobe von Papua-Neuguinea. Sie ist damit Teil der Salomonensee.

## Allgemeines
Die Bucht wird durch einen Einschnitt in das Kernland Papuas gebildet und ist etwa 2 km breit und reicht etwa 2,5 km tief ins Land hinein. Den äußeren westlichen Punkt der Bucht bildet die Landspitze Cape Goeben, den äußerst östlichen der Bnoto Point auf einer kleinen Halbinsel. Die Siedlungen Kobra und Kui liegen an der Küste der Bucht. Innerhalb der Bucht befindet sich die kleine Insel Boyen Island. Etwa 5 km vor Einfahrt der Bucht liegt Lasanga Island, durch den Royle Channel von der Bucht getrennt.
Ab 1899 war die Gegend um die Bucht Teil der deutschen Kolonie Neuguinea. Sie kam 1920 unter australische Mandatsverwaltung. Während des Zweiten Weltkriegs besetzte die japanische Armee Papua.
Die Gegend um die Bucht wurde dann im Zuge der Salamaua-Lae-Kampagne von April bis September 1943 von den Alliierten zurückerobert. Anschließend übernahm Australien die Gegend erneut unter Mandatsverwaltung. 1975 wurde sie Teil des unabhängigen Staates Papua-Neuguinea.